# Mapei Stadium – Città del Tricolore
O Mapei Stadium – Città del Tricolore é um estádio multiuso localizado em Régio da Emília, na Itália. Ele foi construído em 1995 para dar espaço ao antigo Stadio Mirabello. Estádio municipal que já foi de propriedade da Reggiana, ele também é usado para mando de jogo pelo Sassuolo. Tem atualmente capacidade para 23.717 espectadores.